# Église Saint-Prix de Saint-Priest-en-Jarez
Pour les articles homonymes, voir Église Saint-Prix.
L'église Saint-Prix est une église appartenant à la commune de Saint-Priest-en-Jarez qui est située dans le bourg de la commune, face à la croix de l'Holme.
Elle fait aujourd'hui partie à la paroisse Bienheureux Antoine Chevrier qui comprend aussi l'Église du Sacré-Cœur de Saint-Étienne et l'Église Saint-Laurent de Villars.

## Histoire

### L'église

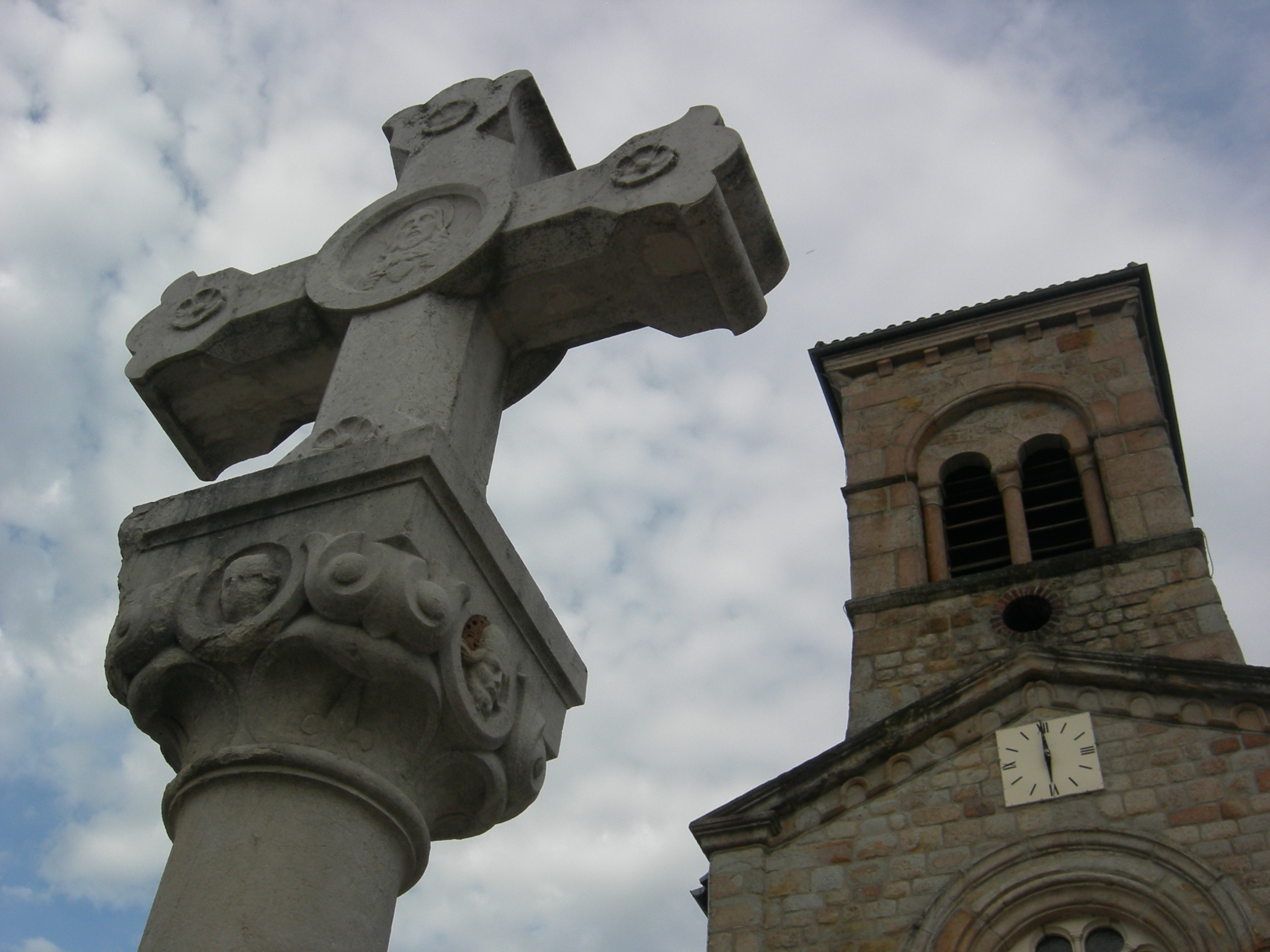
L'église Saint-Prix et la croix de l'Holme.

Au XIXe siècle, la paroisse de Saint-Priest n'a pour église qu'une petite chapelle rurale élevée en l'honneur de sainte Marguerite dans l'ancien cimetière, la véritable, située dans l'ancienne enceinte du château ayant disparu faute de moyens pour la reconstruire.
En 1813, l'abbé Morel de Chevrières arrive dans la commune. Témoin de son accroissement, il s'emploie à résoudre le problème de l’exigüité de l'église. Il fait appel aux Sœurs-Saint-Joseph qui fondent leur couvent en 1821 (actuelle maison Michel), puis créent une école, une fabrique de passementerie.
En 1841, le conseil municipal décide l'achat d'un terrain pour une nouvelle église. Le choix se porte sur un pré contigu au couvent des Sœurs, mais en 1845, un autre terrain sur le hameau de la place et plus grand est proposé.

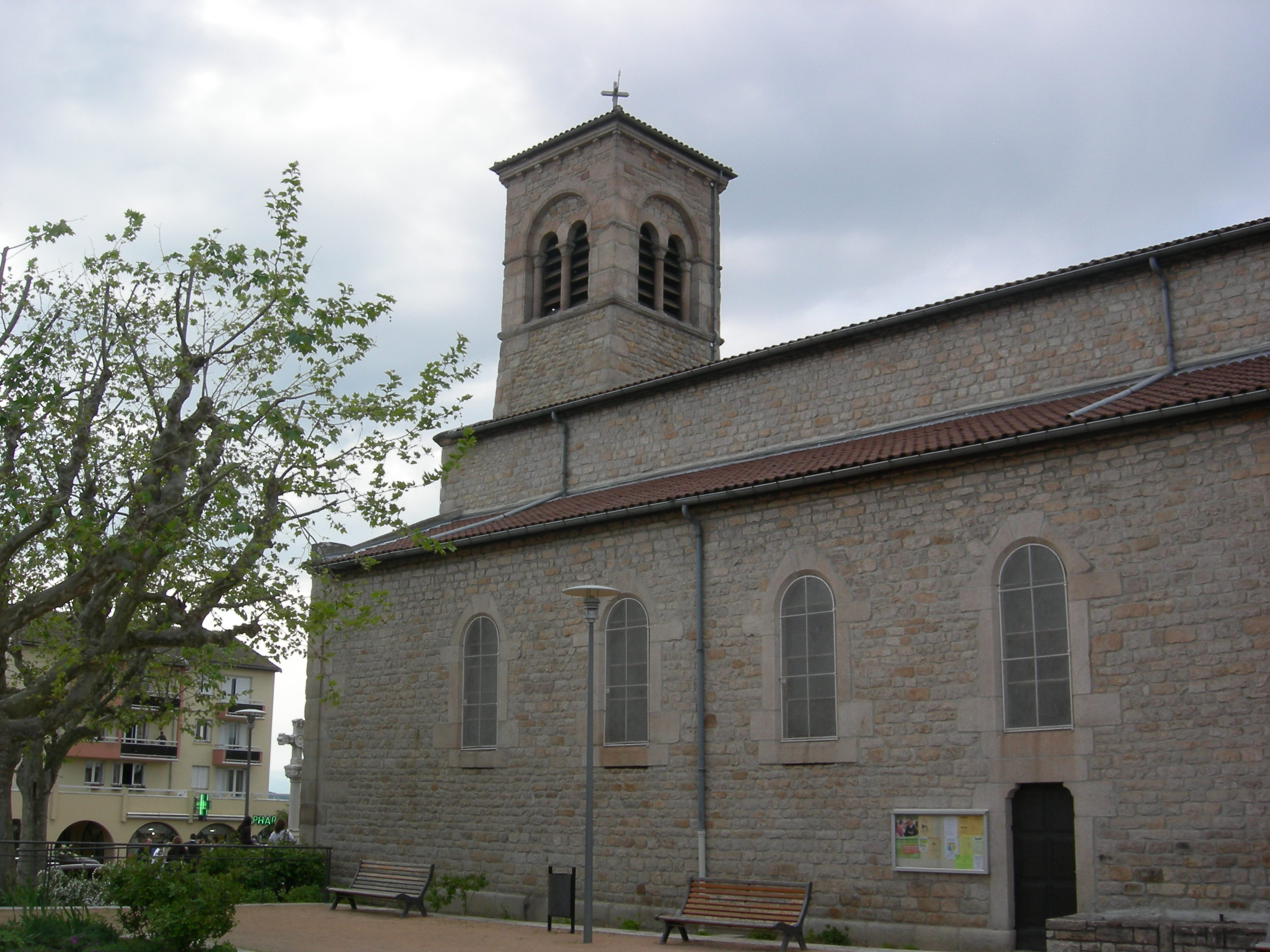
L'église Saint-Prix, vue sud.

Ce n'est qu'en 1848 que celui-ci est acheté, étant donné le rapide développement de constructions de la place vers la croix de l'Horme.
Mais, comme toujours, des habitants s'opposent à la construction de l'église et font appel au Ministre de l'intérieur. Il faudra attendre l'intervention de l'archevêque de Lyon et de Vienne pour qu'en 1849, la première pierre soit posée par le maire Michel Tronchon (il meurt à la fin de cette année-là).
Les travaux de l'église durèrent toute l'année 1850.
Le nouveau maire, Constant Balay et le curé Morel l'inaugurent le 12 janvier 1851 en présence des curés de La Tour-en-Jarez et de Villars.
Le manque de ressources explique sûrement les proportions assez réduites de l'édifice et de son ornementation intérieure.
Mais cela se fait au fur et à mesure des années. Ainsi en 1854, le testament du curé Morel permet l'installation d'un autel de marbre.
Le 26 mars 1854, le curé Gallet lui succède et fait installer les vitraux de la nef centrale, grâce à des dons particuliers.
En 1874, l'abbé Chapelon le remplace. Il est connu pour avoir tenu un cahier de souvenirs sur la vie de la paroisse pendant 20 ans.
L'acquisition de la statue de saint Joseph remonte à 1878.

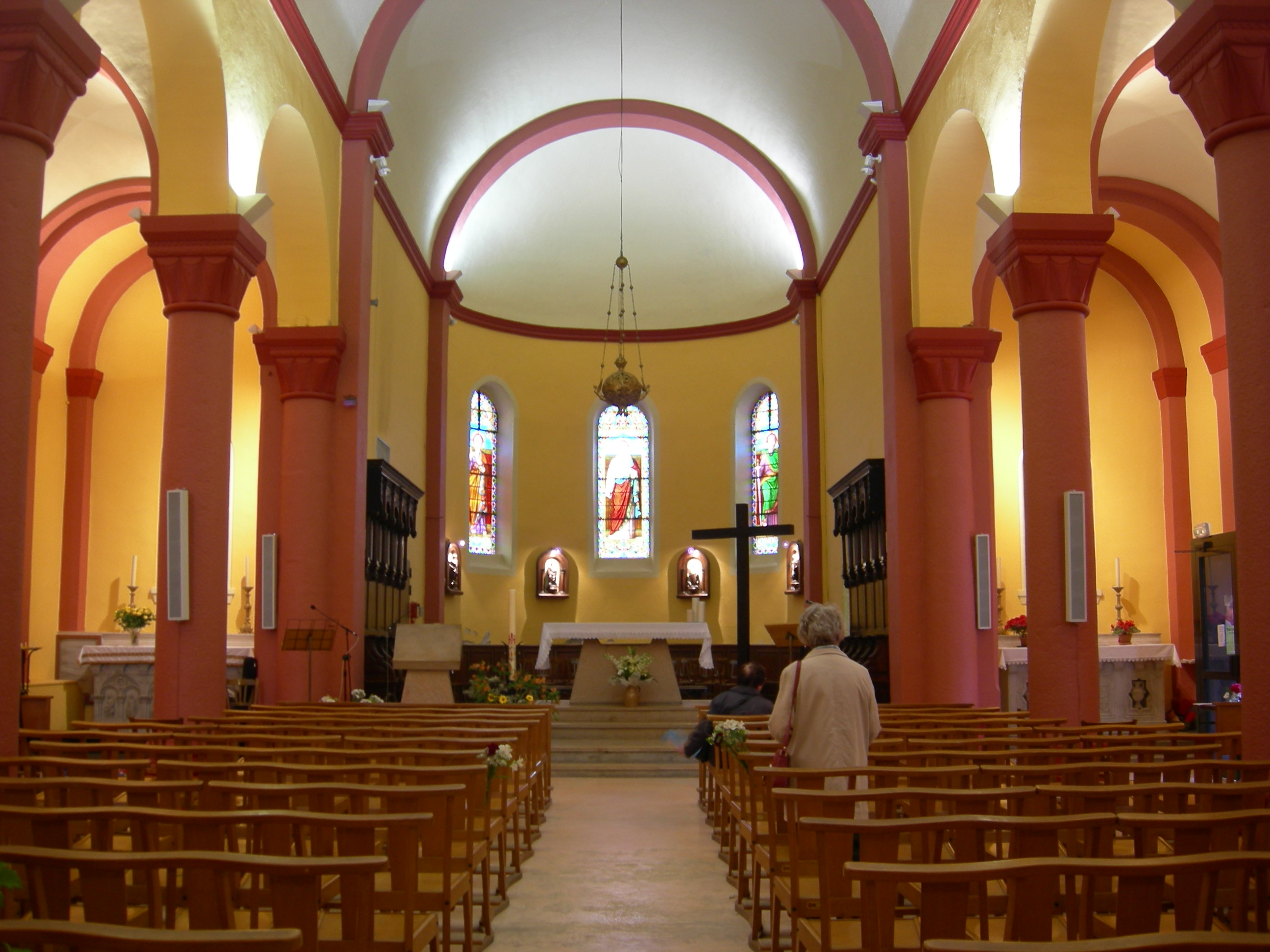
Intérieur de l'église Saint-Prix aujourd'hui.

En 1878, des fonts baptismaux sont aménagés et en 1880, les murs — jusque-là encore enduits de chaux blanche — sont décorés par le peintre Zacchéo, de Saint-Étienne. Il réalisera de magnifiques fresques, dont le médaillon de l'abside représentant le couronnement le la Vierge. Malheureusement, n'ayant pu être conservées dans les réparations de 1903, elles n'existent plus aujourd'hui.
La statue du Sacré-Cœur est placée en 1885, puis vient celle de Notre-Dame de Lourdes érigée lors de la mission de la Toussaint 1886. Les principaux bienfaiteurs de la paroisse ont été Mme Baly et M. Saignol qui permirent l'ornementation des chapelles latérales.
À la fin du siècle, la population atteint les 1 700 âmes, puis très rapidement 2 000 âmes, ce qui oblige les paroissiens à rester, en partie dehors pour les messes.
En 1898, le conseil étudie un projet d'agrandissement de l'église. À la place du sanctuaire et des sacristies, on ferait un transept terminé par une large abside et de grandes sacristies ; de plus la voûte de la nef serait surélevée, ainsi que le clocher. Les travaux dureraient 6 mois, mais les pouvoirs publics refusent l'autorisation en raison des chemins qui se sont faits peu à peu sur le terrain acheté pour l'église et le presbytère. Le projet est donc abandonné.

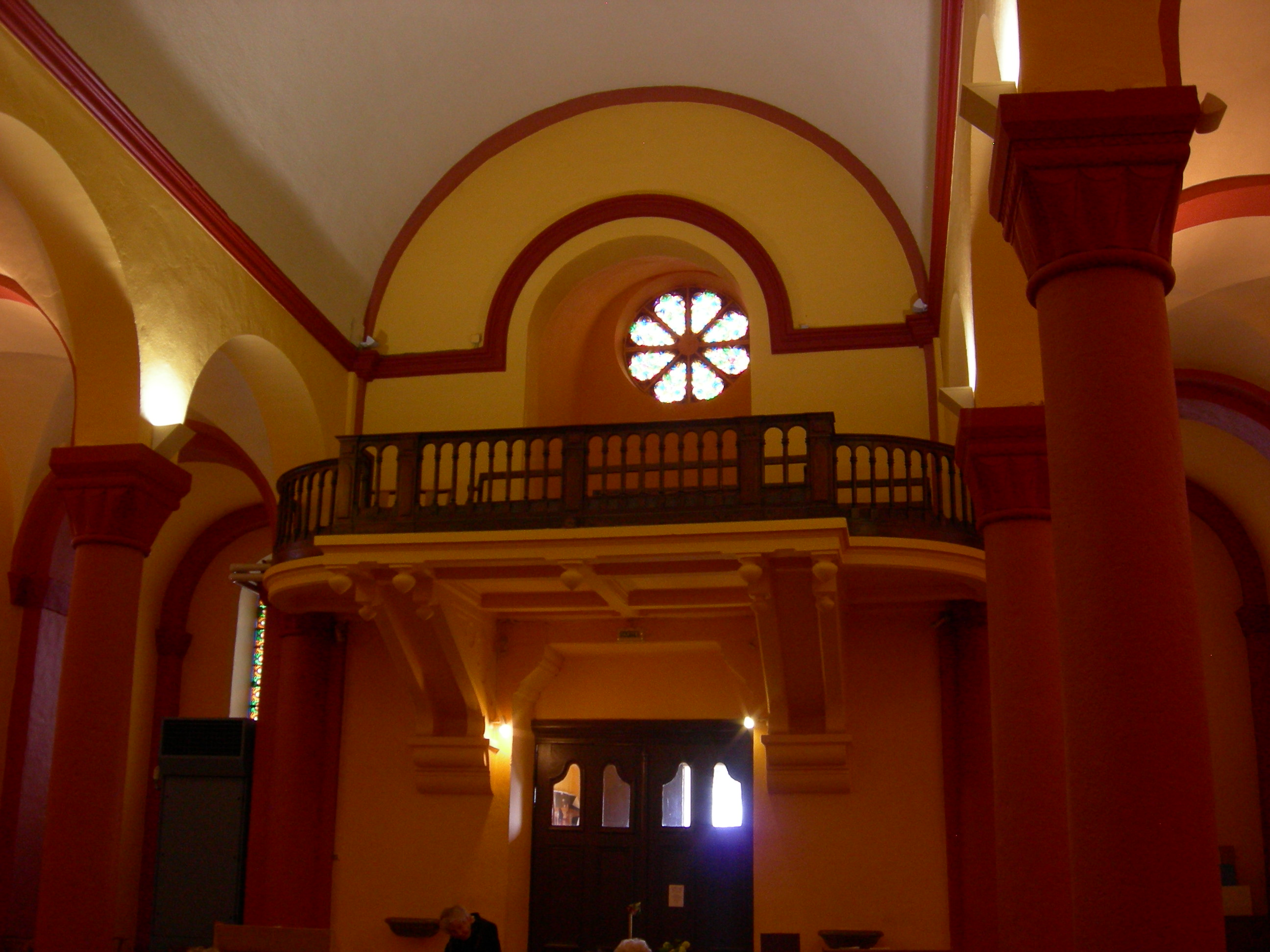
Tribune dans l'intérieur de l'église Saint-Prix, édifiée en 1900.

Le curé Fond, qui succède à l'abbé Chepelon en 1893 cherche alors une autre solution pour l'exiguïté de l'église.
Il fait alors construire une tribune en l'année 1900 par l'architecte Adé pour une somme de 4 000 francs.
En 1903, le carrelage est posé dans le chœur, puis les murs et peintures sont restaurés. Peu à peu des statues ornent l'église. Celle de saint Éloi, patron des armuriers et métallurgistes, datant de 1830, est apportée de l'ancienne église Sainte-Marguerite.
La statue de Jeanne d'Arc est donnée par Georges Guitton en 1909.
Devant l'église s'élève une croix érigée en 1875. Elle remplace la vielle croix du Hameau de la Place qui est tombée en ruine en 1828. D'autres croix ornent la commune : la croix de l'Olme, placée sur la façade d'une maison en 1828, la croix du puits Sainte-Marguerite remonte de la même époque. Il y en avait aussi au Crêt et à la Charlière qui ont aujourd'hui disparu. Celle de la rue Voltaire date de 1898.
Le progrès pénètre dans l'église avec la succession du curé Barret (1903-1920) par le curé Louison, en 1920. Il fait installer l'éclairage dans l'église, puis en 1951, fait électrifier le clocher.

### Les cloches

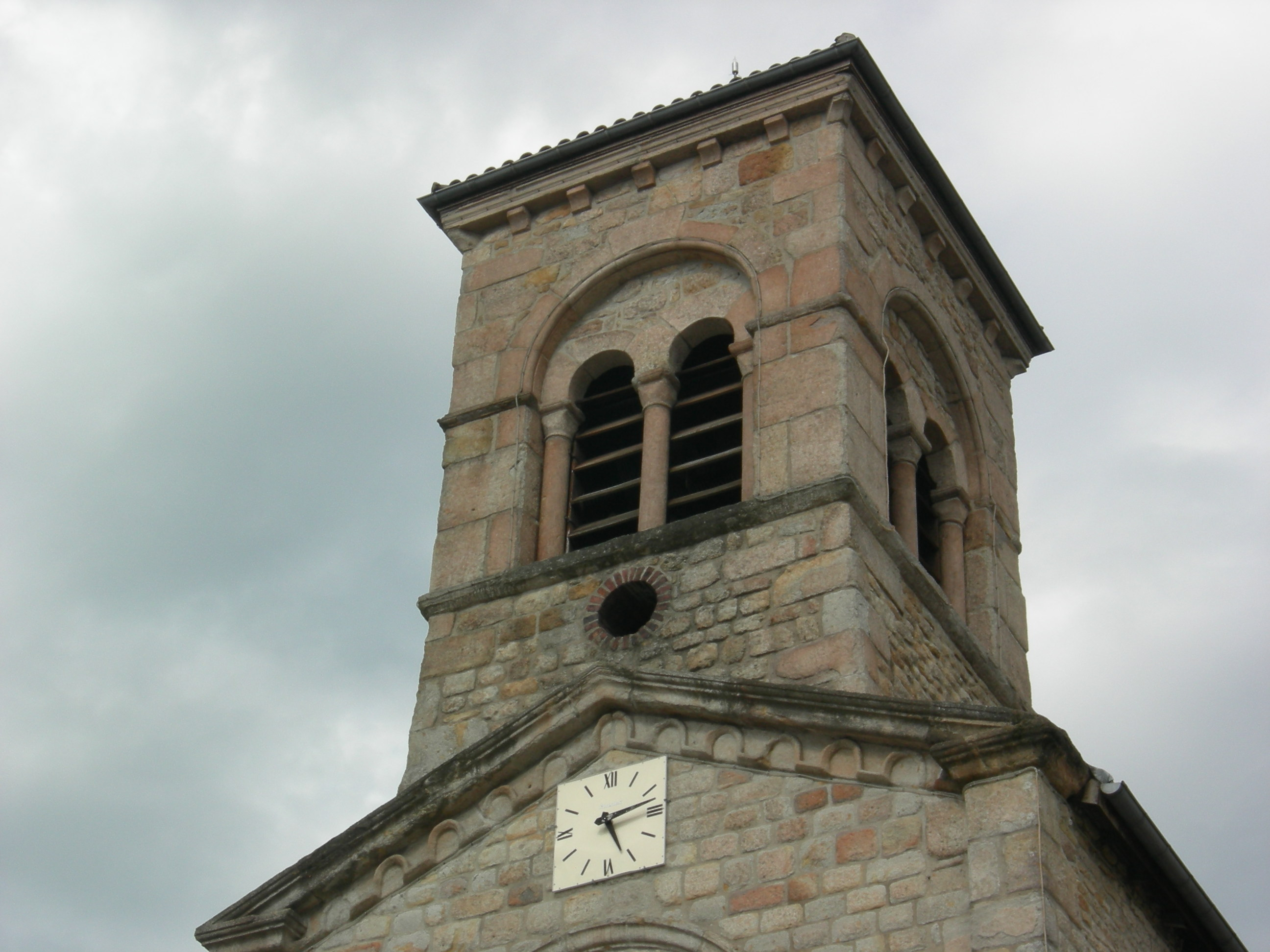
Clocher de l'église Saint-Prix.

Les quatre cloches de l'église de Saint-Priest étaient dans l'ancienne chapelle.
Elles ont été fondues en 1823 par la maison Chevalier de Lyon et baptisées le 28 décembre de la même année.
La première pèse 387 kg ; sa marraine Françoise Badinand, femme Brun et son parrain Jean-Marie Goujon, maire.
La seconde pèse 276 kg 200 ; sa marraine Jeanne Thomas et son parrain Ennemond Jacob trésorier de la fabrique.
La troisième pèse 191 kg ; sa marraine Anne Jacob et son parrain Pierre Thomas, son mari.
La quatrième pèse 155 kg ; sa marraine Catherine Picon et son parrain Jacques Linossier.
L'église avait sa renommée en matière de sonneurs qui étaient la famille Bergeron, de père en fils depuis plusieurs années. Les cloches de Saint-Priest étaient connues pour leur carillon célèbre, avec celui de la Tour-en-Jarez, dans toute la vallée du Furens.

## L'église aujourd'hui

### L'église dans laparoisse

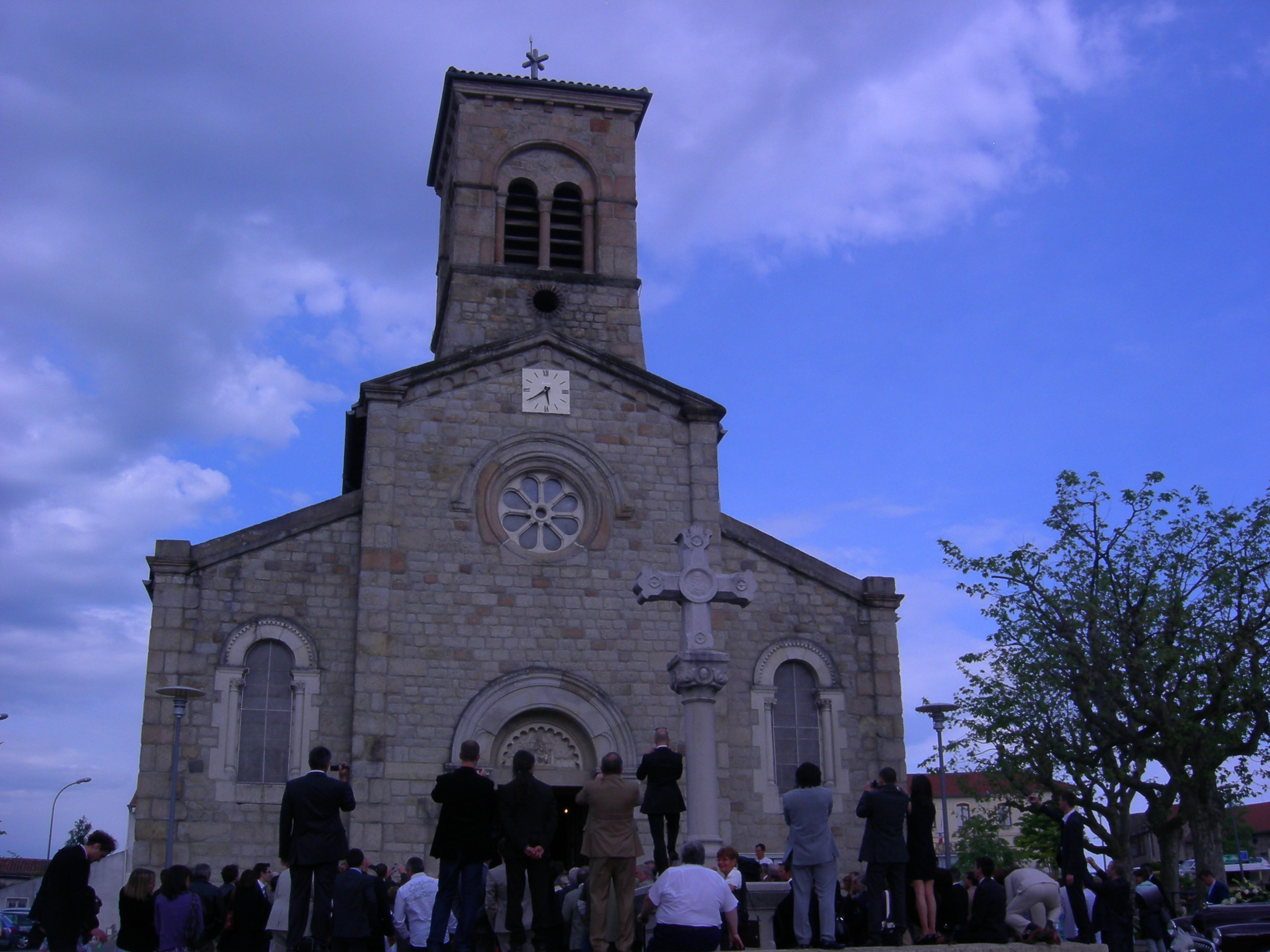
Sortie de mariage à l'église Saint-Prix.

L'église fait aujourd'hui partie de la paroisse Bienheureux Antoine Chevrier. Les mariages, baptêmes et enterrements sont toujours célébrés dans l'édifice.
Les messes dominicales ont lieu tous les samedis à 18 heures (sauf exceptions).

### L'église et la culture
L'église accueille des concerts lors de manifestations dans la commune ou autres.
Elle y a vu entre autres le Chœur Symphonia.

## Accès
Elle est située dans le centre de Saint-Priest.
L'église Saint-Prix est desservie par la ligne 25 de la Société de transports de l'agglomération stéphanoise.

### Autres photos

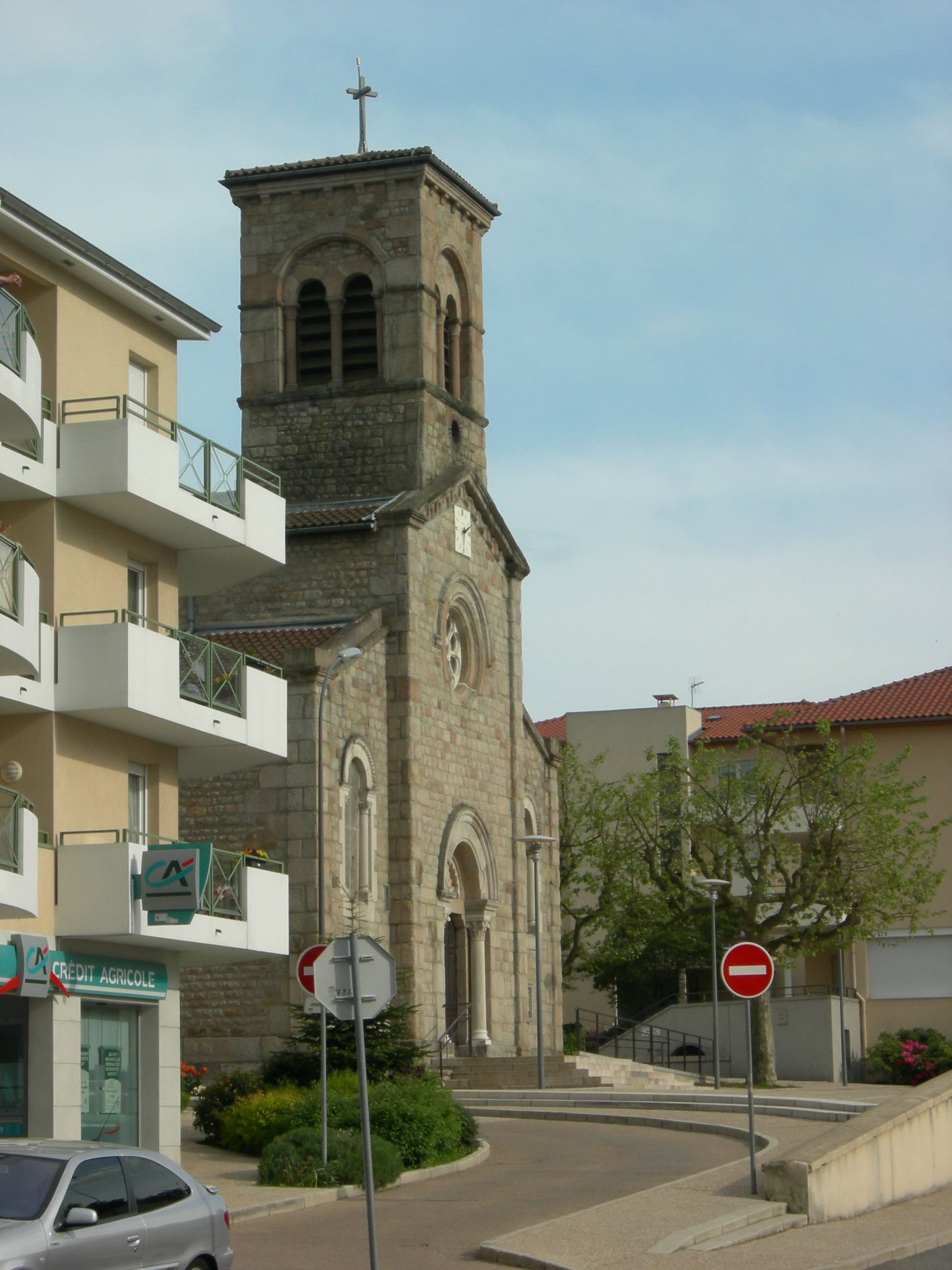
Vue de l'église dans le centre bourg
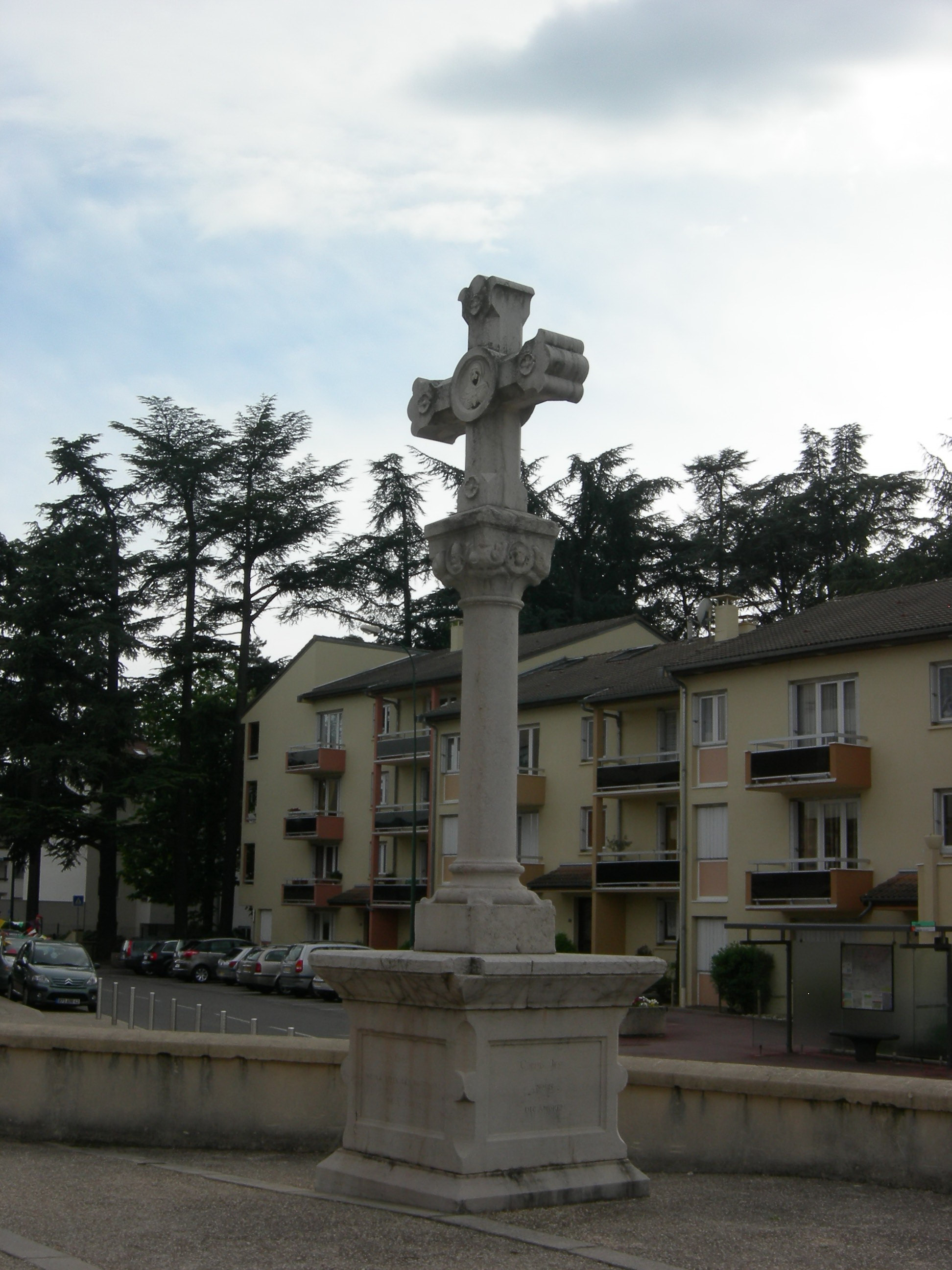
La croix de l'Holme
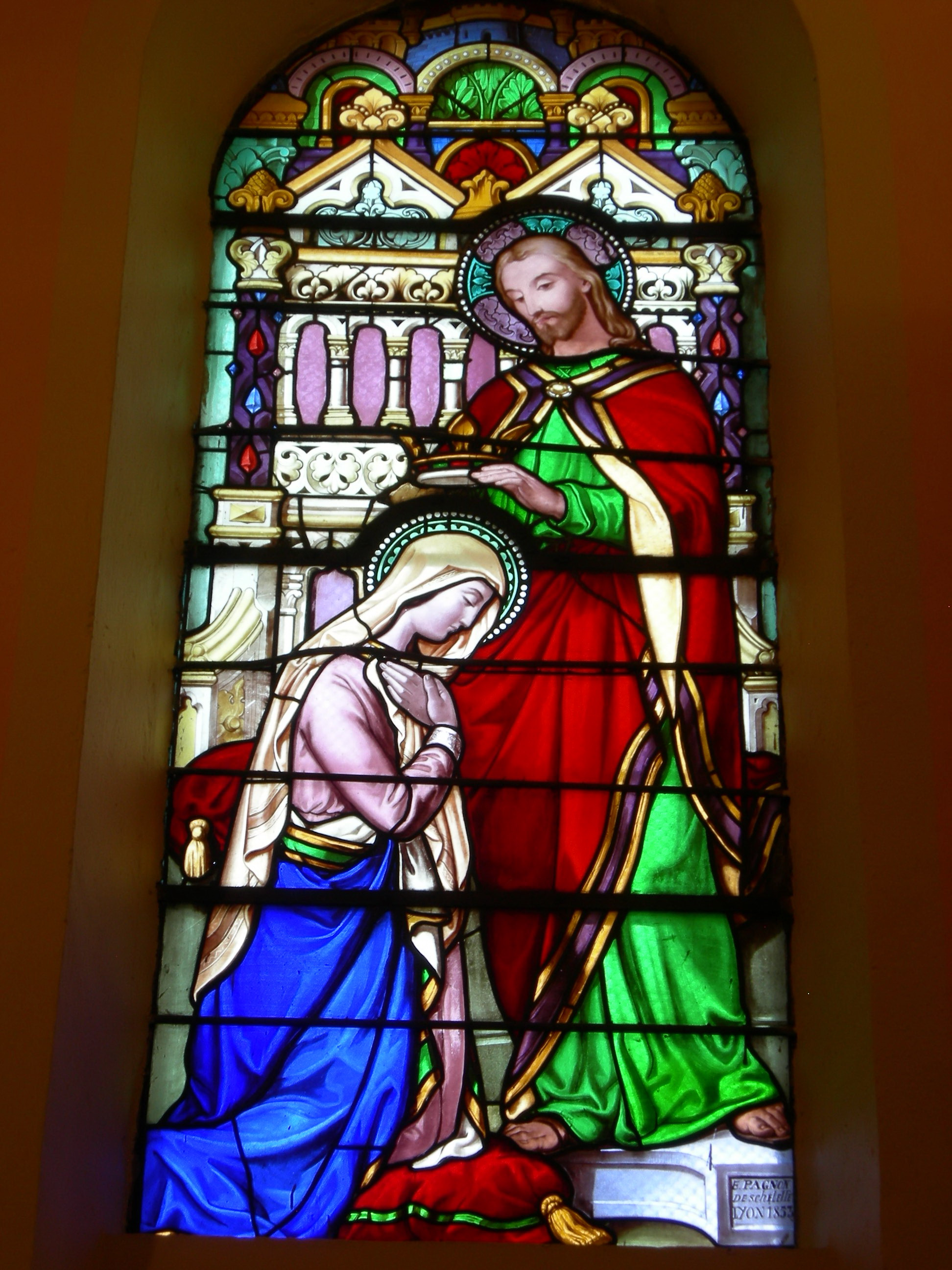
Vitrail du couronnement de Marie
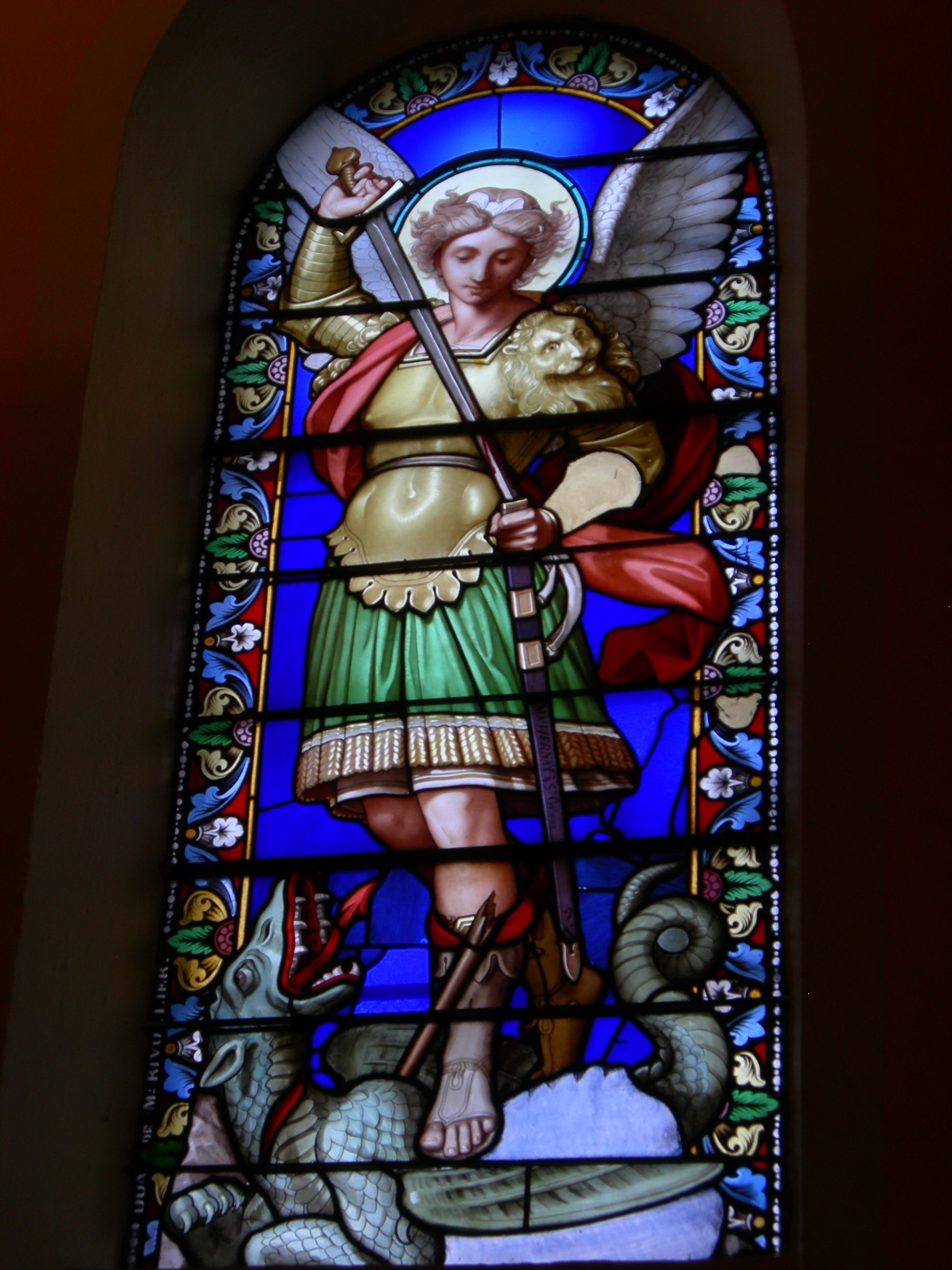
Vitrail de Saint Michel